# Evolved Expendable Launch Vehicle
Pour les articles homonymes, voir EELV.

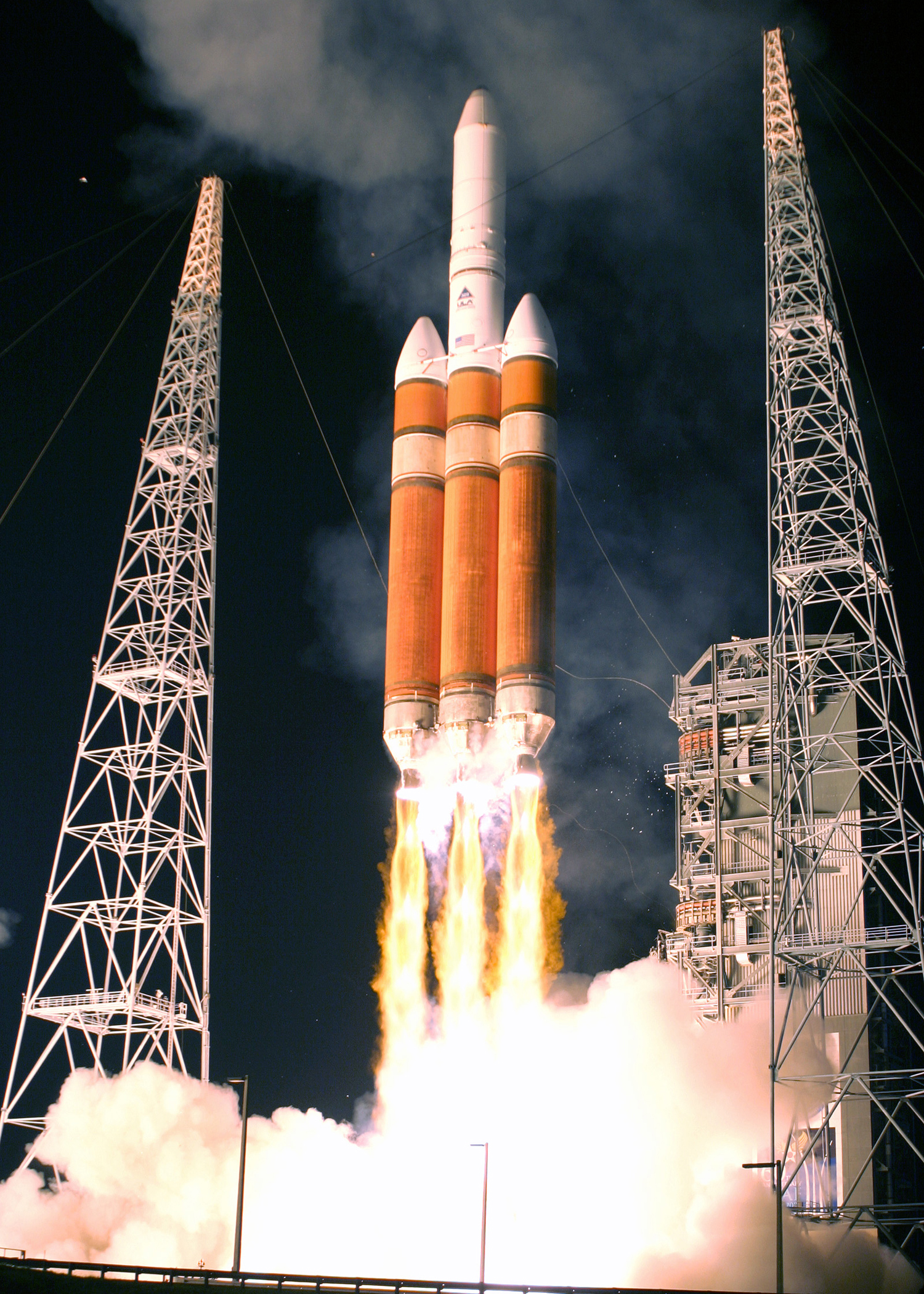
Lancement d'une Delta IV, un des deux premiers lanceurs EELV dans sa version Heavy (2007)

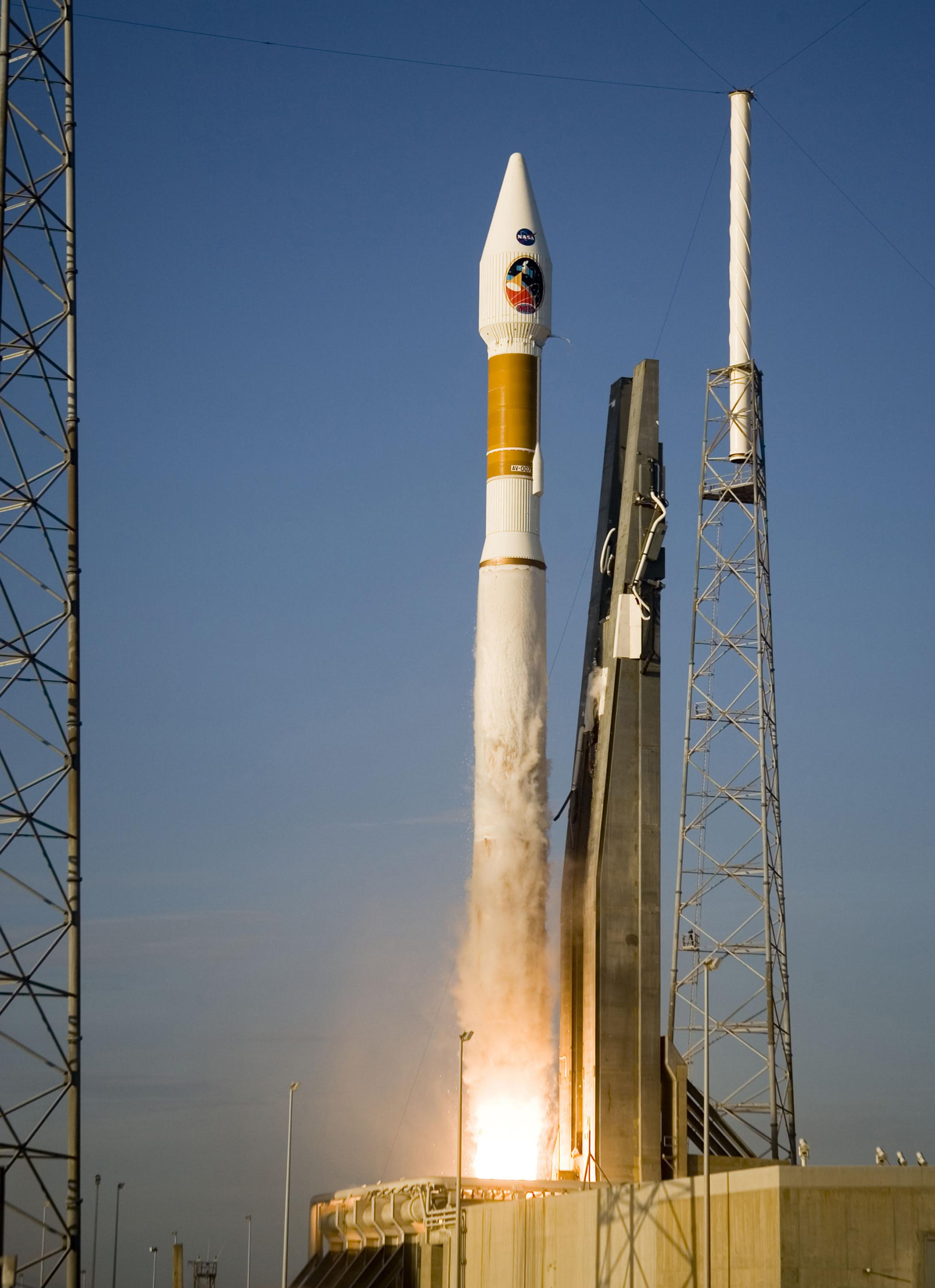
Atlas V l'autre lanceur EELV

L'Evolved Expendable Launch Vehicle ou EELV (en français Lanceur non récupérable évolué) est un programme de lanceur de l'Armée de l'Air américaine initié en 1995 pour remplacer les lanceurs moyens et lourds  utilisés par le DOD et les autres agences gouvernementales américaines (dont la NASA). L'objectif principal du programme est  d'abaisser les coûts de lancement. À l'issue de l'appel d'offres, les sociétés Boeing avec son lanceur Delta IV et Lockheed Martin avec l'Atlas V sont déclarées vainqueurs. Ces deux lanceurs sont opérationnels depuis 2002. Ils sont rejoints par la Falcon 9 en 2015. Une partie des lanceurs américains étant devenus partiellement réutilisables, le programme est renommé en mars 2019 National Security Space Launch.

## Contexte
Après plusieurs tentatives avortées, l'Armée de l'Air américaine, lance un appel d'offres pour le développement d'un nouveau lanceur qui doit remplacer à la fois les lanceurs moyens et lourds — Delta, Atlas et Titan IV —  utilisés par le DOD et les autres agences gouvernementales américaines (dont la NASA). L'objectif est de disposer d'un lanceur moins couteux, couvrant bien les besoins et offrant des interfaces standardisées pour l'intégration des satellites. La solution doit s'appuyer sur des solutions techniques à la fois avancées et éprouvées. Le futur lanceur désigné sous le sigle Evolved Expendable Launch Vehicle (EELV) et le dispositif de lancement (qui est inclus dans l'appel d'offres) doivent permettre d'abaisser les couts en partie grâce à la reconquête du marché des satellites commerciaux. Mais le cahier des charges rend cet objectif difficilement tenable car les performances attendues ne permettent de toucher que 42 % du marché commercial.

## L'appel d'offres
L'appel d'offres est lancé en 1995 et 4 sociétés y répondent : Alliant, Boeing, McDonnell Douglas constructeur des Delta ainsi que Lockheed Martin constructeur des Atlas et Titan. Une première sélection désigne, en 1996, comme finalistes Lockheed Martin et McDonnell Douglas. Les deux concurrents disposent de 18 mois pour le deuxième tour. Boeing, qui propose un lanceur utilisant le moteur Space Shuttle Main Engine de la navette spatiale et n'a pas été retenu, rachète McDonnell Douglas en 1997 et se retrouve donc finaliste. Boeing propose une version complètement refondue du lanceur Delta, la Delta IV. Lockheed Martin propose une version également refondue de son lanceur Atlas, l'Atlas V, dont le premier étage utilise un moteur russe.  En 1997, l'Armée de l'Air décide finalement de retenir les deux finalistes pour ne pas se retrouver face à un fournisseur unique. En 1998, la première tranche de lanceurs est attribuée : 19 lancements sont accordés à Boeing et 9 lancements à Lockheed Martin pour une somme totale de 2 milliards de $. Mais en 2003, une enquête révèle que Boeing a dérobé des documents confidentiels de son concurrent susceptibles d'avoir faussé la compétition et le nombre de lanceurs commandé à Boeing est réduit à 12 (entre autres mesures) le solde devant être construit par son concurrent.

## Les lanceurs EELV en opération
En 2002, le marché des satellites commerciaux a fortement régressé. Ce contexte ainsi qu'une mauvaise estimation des coûts du programme entraine une révision à la hausse du budget exigé par les constructeurs pour construire les nouveaux lanceurs. La facture grimpe de 13,3 milliards de $. En 2009, 19 lancements de l'Atlas V ont été effectués et 10 lancements de la Delta IV dont trois dans sa version Heavy (chiffre arrêté à novembre 2009). En 2015, ce programme est au 3e rang du budget d’acquisition du département de la Défense avec 1,4 milliard de dollars.
Le programme EELV a accompli 75 lancements réussis consécutifs sur 25 ans.

## Les lanceurs EELV et le programme Constellation
Au début des années 2000, la NASA doit trouver un nouveau lanceur pour remplacer la navette spatiale américaine qui arrive en fin de vie opérationnelle et dont la fiabilité après son deuxième accident est jugée douteuse. La NASA examine plusieurs scénarios et rejette l'utilisation d'une version évoluée des EELV car, selon son étude, pour atteindre un taux de fiabilité suffisant (probabilité de perte de l'équipage en dessous d'un seuil donné) il serait nécessaire d'investir dans les EELV une somme équivalente à celle nécessaire pour développer un nouveau lanceur : en conséquence le programme Constellation (programme couvrant les activités des vols habités de la NASA), lancé en 2004, décide la mise en chantier d'un nouveau lanceur : l'Ares I. Les conclusions de l'étude de la NASA ont été remises en question dans le cadre de la revue du programme spatial habité américain effectuée par la commission Augustine mise en place en mai 2009 et l'ensemble du programme abandonnée en 2010.